# Ananievski
Ananievski (del ruso: Ананьевский) es un jútor del raión de Séverskaya del krai de Krasnodar, en Rusia. Está situado en la orilla septentrional del embalse Kriukovskoye del Il en su confluencia con el distributario del Kubán, el Sujói Aushedz, 22 km al norte de Séverskaya y 37 km al oeste de Krasnodar. Tenía 325 habitantes en 2010.
Pertenece al municipio Mijáilovskoye.

## Historia
La población fue fundada en 1869. En 1867, por sus méritos durante la guerra del Cáucaso, el general Geyman y el coronel Iván Demidóvich Kopko recibieron lotes de tierras en la orilla izquierda del Kubán. Los primeros inmigrantes, procedentes de Besarabia y del uyedz de Dnipropetrovsk de la gubernia de Táurida. Las tierras fueron vendidas en 1875 al consejero delegado Ananov. En 1891, se decide cambiar el nombre del asentamiento, que ya contaba 57 hogares, a Ananievski.